# Злиття Credit Suisse і UBS
19 березня 2023 року швейцарський інвестиційний банк UBS Group AG погодився придбати Credit Suisse за 3 мільярди швейцарських франків (3,2 млрд доларів США) у межах угоди з акціями, укладеної за посередництва уряду Швейцарії та Швейцарського органу нагляду за фінансовими ринками. Швейцарський національний банк підтримав операцію, надавши UBS понад 100 мільярдів швейцарських франків ліквідності після поглинання Credit Suisse, тоді як уряд Швейцарії на короткий термін надав UBS гарантію покриття збитків обсягом до 9 мільярдів швейцарських франків. Крім того, було списано 16 мільярдів швейцарських франків додаткових облігацій першого рівня.
Credit Suisse — глобально системно важливий банк, інвестиційно-банківський підрозділ якого First Boston незадовго до цього опинився у центрі низки гучних скандалів. Банківська криза у США викликала занепокоєння серед світових інвесторів і спричинила паніку щодо інших потенційно проблемних банків. Ціна акцій Credit Suisse знизилася після того, як провідний акціонер виключив можливість подальших інвестицій у банк через регуляторні проблеми. Угоду було швидко узгоджено та оголошено незадовго до відкриття азійських фінансових ринків у понеділок вранці, аби запобігти потрясінням на світових фінансових ринках. Невдовзі після цього центральні банки по всьому світу оголосили про заходи з надання ліквідності в доларах США, щоб послабити паніку на ринках і уникнути масштабнішої банківської кризи.